# Bernardin Poli
 (mars 2024).
Si vous disposez d'ouvrages ou d'articles de référence ou si vous connaissez des sites web de qualité traitant du thème abordé ici, merci de compléter l'article en donnant les références utiles à sa vérifiabilité et en les liant à la section « Notes et références ».
Don Bernardin Poli (1767-1851) est un officier français, fidèle de l'empereur Napoléon Ier.

## Biographie
Né à Solaro près de Sari-Solenzara en Corse le 15 avril 1767, il entre très jeune comme soldat dans un bataillon de chasseurs corses au service de la France. On le retrouve en 1805 capitaine dans cette unité puis en 1808 il est commandant d'un bataillon de chasseurs en Toscane, alors rattachée à l'empire de Napoléon. En 1809 il aide le général Morand à lutter contre le banditisme en Corse et les troubles du Fiumorbo. Il épouse à Ajaccio Maria Faustina TAVERA, filleule de Napoléon BONAPARTE. En 1810 il est commandant d'armes du Fort de Gavi en Piémont.
À la chute de l'Empire, il se retire à Sari-Solenzara son village natal, mais en février 1815 il se rend à l'ile d'Elbe où il rencontre l'Empereur, qui lui donne mission de s'emparer de la Corse. Le 3 mars 1815 Poli débarque à Sari, lève une troupe d'un millier d'hommes, puis occupe Corte. Le 20 avril toute la Corse s'est ralliée. Le 2 juin 1815 le commandant Poli est nommé officier de la Légion d'honneur par le général Jean-Thomas Arrighi de Casanova, commissaire de Napoléon dans l'ile. mais la nomination ne sera pas ratifiée car entretemps l'Empire est tombé.
En 1815, Poli est chargé de négocier les bijoux du roi Joachim Murat, qui veut récupérer son Royaume de Naples. Murat échouera mais le commandant Poli prendra la tête d'un nouveau soulèvement du Fiumorbo. Le gouverneur de Corse, le marquis de Rivière marche contre lui mais doit se retirer sur Bastia. Finalement Poli conclut un accord avec le général Amédée Willot successeur de Rivière, lui et les révoltés sont amnistiés. En mai 1816, Poli quitte la Corse et en 1819, il est retraité comme commandant et touche une pension.

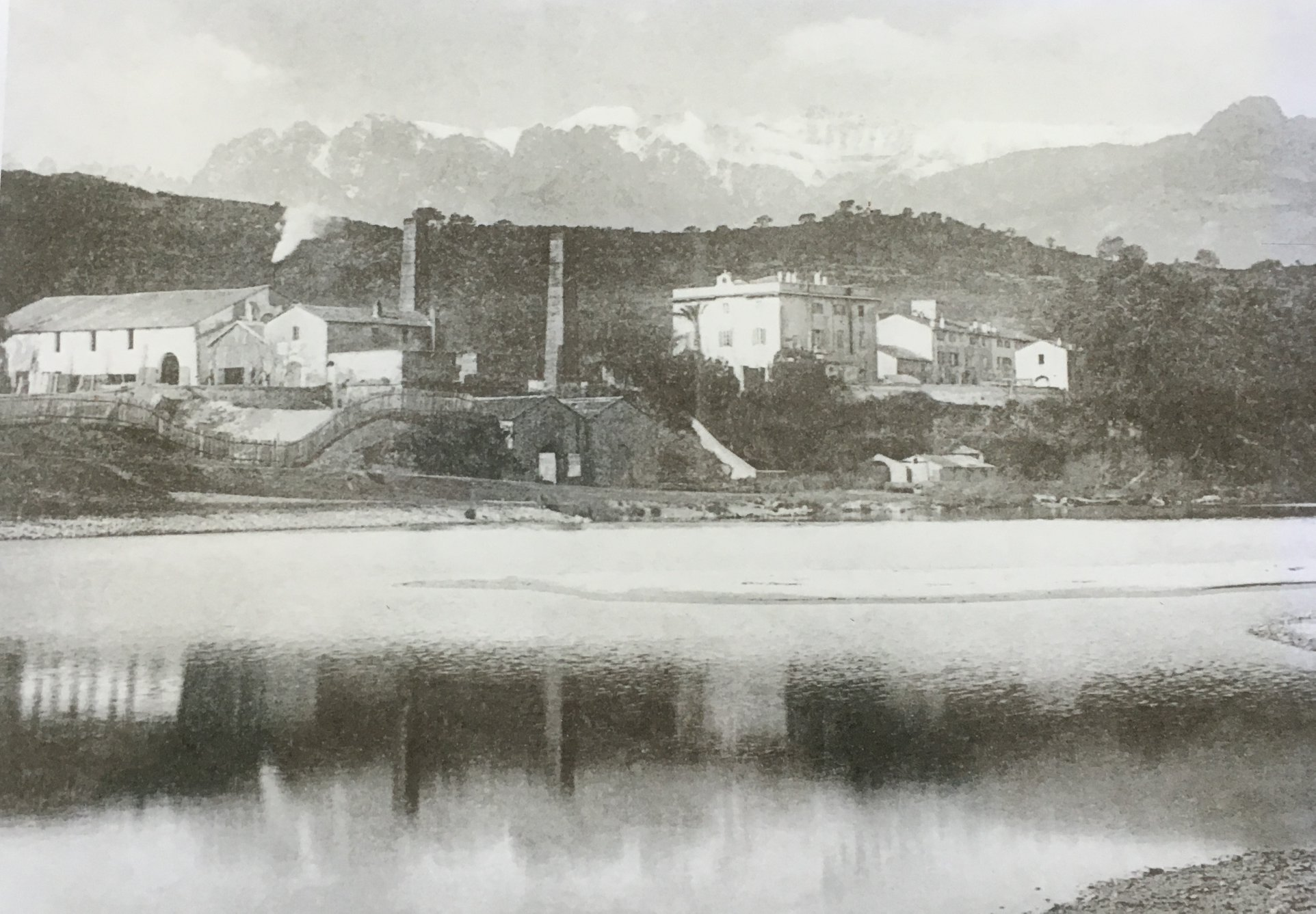
Les hauts fourneaux de Solenzara construits sur la demande de Don Bernardin Poli

En 1837, il est enfin nommé officier dans la Légion d'honneur. Il créa ensuite le Domaine de Solenzara, faisant notamment débuter en 1837 l’installation d’une usine métallurgique, à l’embouchure du fleuve éponyme. En 1856, deux hauts-fourneaux sont construits dans cette Fonderie, ainsi qu’une scierie attenante et une Minoterie, installée plus en amont du fleuve. Afin pour protéger les employés des usines contre le paludisme, une grande forêt de 60.000 arbres d'eucalyptus fut plantée de part et d’autre du cours d’eau, au lieu-dit Kamiesch. C'est l’ensemble de ces activités, qui ont fait de Solenzara un des poumons de la révolution industrielle insulaire.
En mai 1848 il est brièvement élu maire d'Ajaccio. Le commandant Poli meurt le 12 août 1851 à 84 ans, bel âge pour l'époque.

## Décorations
- Officier de la Légion d'honneur[2]
- Chevalier de l'Ordre royal des Deux-Siciles[3]

## Sources
1. ↑  Journal de la Corse, 1er mai 1848 (lire en ligne)
2. ↑  Archives Nationale, dossier LH//2191/52
3. ↑  D'après un tableau

- Simon Vinciguerra, Études Corses 1954-1955.
- Archives départementales de la Corse-du-Sud (cote : FR AD 20A, 1 J2/1).

- Base Leonore